# 10. zračnoobrambna artilerijska brigada (ZDA)
10. zračnoobrambna artilerijska brigada je bila zračnoobrambna artilerijska brigada Kopenske vojske Združenih držav Amerike.

## Odlikovanja
- Predsedniška omemba enote
- Predsedniška omemba enote